# RG-42

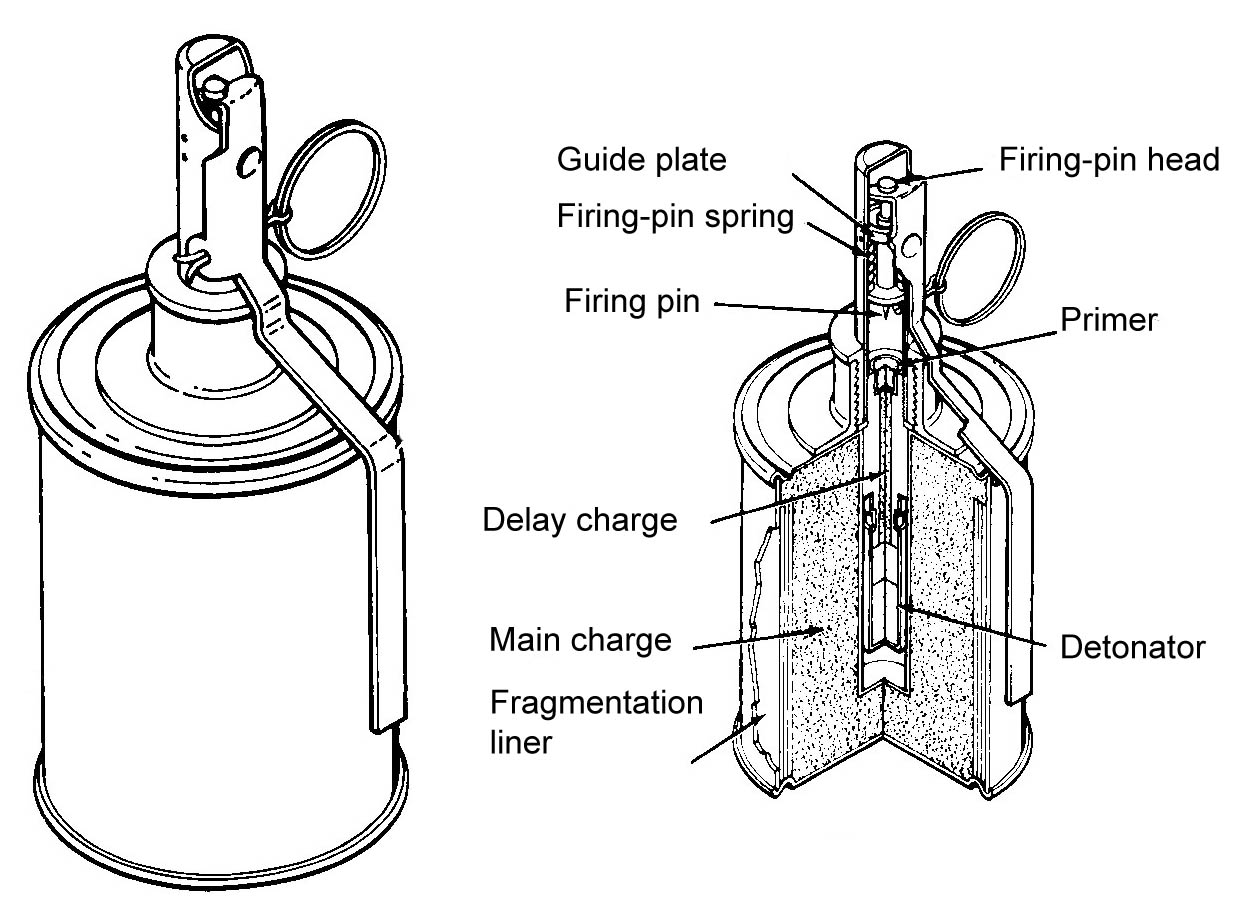

RG-42 byl sovětský ruční granát z období druhé světové války, kdy nahradil nevyhovující granát RG-41.
Měl hmotnost 500 gramů, přičemž hmotnost výbušné nálože činila 200 gramů. Házel se do vzdálenosti 35–40 metrů, rozptyl činil asi 30 metrů. Reakční čas výbuchu po odhodu činil 3,2–4 sekundy.
Výroba těchto granátů pokračovala i po druhé světové válce v některých státech Varšavské smlouvy.